# Personnages de Corto Maltese

Corto Maltese est une série de bande dessinée d'aventure, créée par le dessinateur et scénariste italien Hugo Pratt en 1967. C'est également le nom du héros de la série. Cet article en décrit les principaux personnages.

## Corto Maltese

### Création du personnage
Un des compagnons du sergent Kirk portait déjà le nom de Corto bien avant la création du marin maltais (Sergent Kirk, tome 4, collection aventures, éd. Les Humanoïdes Associés, dessin d'Hugo Pratt). Quant au nom de famille, c’est peu après avoir vu le film de John Huston, Le Faucon maltais, adapté du roman The Maltese Falcon, de Dashiell Hammett, que vint à Pratt l’idée du nom.
Notons que dès 1959, dans Ann de la jungle, Tipperary O’Hara, le marin du Golden Vanity, préfigure déjà Corto Maltese.

## Personnages secondaires

### Des femmes
De nombreux personnages féminins jalonnent ses aventures. Des femmes souvent dangereuses, toujours envoûtantes, dont il semble tomber amoureux. Ces relations sont souvent ambiguës et ne se concrétisent pas. « Je pense que les femmes seraient merveilleuses si tu pouvais tomber dans leurs bras sans tomber entre leurs mains. » Les rencontres de Corto sont souvent récurrentes ; Bouche Dorée, la magicienne sans âge, en est l’exemple le plus frappant.
- Moira Banshee O'Danann (Les Celtiques, La Ligne de vie) : révolutionnaire irlandaise n'hésitant pas à manier personnellement le fusil ou la grenade. Elle est veuve de Pat Finnucan, ancien chef des rebelles et ami de Corto. Elle reste cependant amoureuse du major O'Sullivan qui, démasqué, s’avère être un patriote de l’Armée républicaine irlandaise infiltré dans l’armée britannique et l’exécuteur de son époux, en fait un traître à la cause du Sinn Féin. La guerre, la perte des deux hommes de sa vie (l’un inscrit sur la liste des héros, l’autre dans celle des traîtres à la patrie, tous deux à tort), l'incertitude du lendemain, font de Banshee une femme mélancolique. Ses relations avec Corto sont ambiguës, mais elle semble lui avoir été attachée, continuant de penser à lui longtemps après qu'ils se sont quittés. Quand il lui propose de quitter l'Irlande avec lui, elle refuse pour ne pas lui porter malchance. Elle prend en effet son surnom de Banshee au sérieux, même si elle dit qu'il n'annonce la mort qu'aux Anglais. Les Banshees irlandaises étaient des sorcières porteuses de mauvais présages ; elle est convaincue d'être l’une d'elles. Elle veut continuer la lutte pour son pays, seul réconfort à sa solitude. En fait, c'est surtout son malheur qu'elle porte en elle, puisqu'elle sera hantée des années durant par ses cauchemars. Longtemps elle restera marquée par la trahison de Pat Finnucan, l'honneur maudit du major O'Sullivan et la situation dramatique en Irlande. Elle décida toutefois un jour de retrouver son univers du vieux monde celtique en voyageant en petite Bretagne. Tel Merllin débarquant au port d'Aleth (Saint-Malo), en compagnie de Ban de Bénoïc et de Bohort de Gaunes. Elle parcourut alors la forêt de Brocéliande, guetta les korrigans dans les alignements de Kermaria, entendit les grincements de la charrette de l'Ankou dans les chemins creux de la baie d'Audierne et s'arrêta sur une île oubliée du golfe du Morbihan[2].

- Morgana Dias dos Santos Bantam (Sous le signe du Capricorne): Demi-sœur de Tristan. Son éducation faite en Amérique du Sud lui a évité de souffrir des strictes règles britanniques enseignées à Tristan. Bouche dorée, qui l’a instruite sur les traditions magiques brésiliennes, en a fait une de ses disciples. Celle-ci lui a expliqué que Corto Maltese était peu doué pour les affaires d'argent, mais qu'il mettait une forme d'application à suivre les routes le menant vers des îles au trésor. En fait, ce qui l'intéressait, c'est le chemin, le but, l'idée, pas la réalité de la fortune. Il laissait filer entre ses doigts l'or ou l'argent, l'abandonnait à ceux ou celles qu'il en estimait dignes. Ou bien il perdait tout sur un coup de tête ou de cœur. Parfois, pour une femme, ou simplement par ennui ou plaisir un peu pervers. Avec l'aide de Bouche Dorée, elle dirige la Financière Atlantique, fondée par son père. Pendant l'été 1932, les services commerciaux de l'ambassade américaine de Montevideo (Uruguay) recevaient un document de synthèse, envoyé à tous les postes diplomatiques américains du sud du continent. Cette dépêche devait préluder à une vaste opération politico-économique ayant pour but de provoquer la faillite de cette société. Le document rappelle l'histoire de la Financière Atlantique, société sise à Salvador de Bahia, contrôlant 25 succursales. Elle gère des activités situées pour la plupart en Amérique latine, liées aux matières premières, à l'agro-alimentaire, aux mouvements des capitaux, à la mer, au transport routier, à la prostitution, ou encore à l'édition (avec publication d'ouvrages subversifs dénonçant l'impérialisme américain). Son poids économique est estimé à plusieurs dizaines de millions de dollars en dépôts bancaires, à un patrimoine foncier considérable (tant en immeubles urbains qu'en propriétés agricoles). La dépêche souligne que toutes ces activités nuisent fortement aux intérêts américains, alors que l'Amérique du Sud doit rester la chasse gardée des États-Unis, y compris vis-à-vis des initiatives locales trop dynamiques. D'où la nécessité de développer une action de lobbying afin de dénigrer cette entreprise. Morgana et Bouche dorée l'apprirent toutes deux immédiatement grâce à leur propre réseau d'informateurs le 20 juillet de cette année. Quelques jours après, le rédacteur du texte, attaché commercial près l’ambassade américaine au Brésil, disparaissait dans un accident de voiture. Puis, une série d'incendies détruisait des réservoirs de la Standard Oil Company à Buenos Aires (Argentine) et des entrepôts de la United Fruit en Amérique centrale. De même, le cargo d'un armateur de New York coulait au large des îles Vierges et plusieurs navires américains, empruntant le canal de Panama, connaissaient de graves avaries. Enfin, les ambassadeurs américains à Caracas (Venezuela), Lima (Pérou) et Bogota (Colombie) démissionnèrent successivement après des affaires de mœurs concernant eux ou leur famille. Ces successions de "signaux" envoyés à qui de droit entraînèrent le Département d'État à classer "sans suite à donner" le rapport établi par le zélé fonctionnaire américain de l'ambassade de Rio de Janeiro (Brésil)[2].

- Bouche dorée (Sous le signe du Capricorne, Corto toujours un peu plus loin, Mû, La Ligne de vie) : Sorcière très respectée de la macumba brésilienne, et mentor de Morgana Bantam. Nous ne savons pas son âge : « Je me conserve bien parce que je vis toujours entourée de gens heureux », dit-elle. La rumeur laisse entendre qu’elle a au moins 200 ans. Outre le fait qu'elle semble disposer de réels pouvoirs magiques – plus d’une fois elle laisse entrevoir des dons divinatoires étonnants – et indépendamment du mystère qui l’entoure, c’est un stratège remarquable. Elle contrôle la Compagnie Financière Atlantique et se mêle également de conspirations politiques. Elle participe activement à la révolution des noirs et indiens du Brésil, contre la caste blanche esclavagiste, en leur faisant parvenir armes et argent.

- Esmeralda (Corto toujours un peu plus loin, Tango) : Prostituée argentine, elle sauve la vie de Corto dès leur première rencontre.

- Louise Brookszowyc (Fable de Venise, Tango) : Polonaise née à Varsovie. À Venise, elle est plus connue sous le nom de Belle de Milan. Au terme d'une poursuite, elle donne l'hospitalité à un Corto en mauvaise posture. Elle partira en Argentine où elle sera assassinée à Buenos Aires. La prostitution n’est pas la seule cause de sa mort. Louise cherchait à démasquer un réseau qui s’approprie d'immenses terres de Patagonie avec l’aide de hors la loi comme Butch Cassidy et quelques autres. Après l’avoir vengée en supprimant son assassin, Corto Maltese recueille sa fille pour la confier à des amis. Pratt lui a donné les traits de Louise Brooks, vedette de cinéma des années 1920. Il la rencontrera plus tard, lors d'un voyage aux États-Unis en 1983.

- Pandora Groovesnore : Américaine, fille de Tadeo Groovesnore, un grand armateur de Sydney et nièce de Rinald Groovesnore, vice-amiral de la Royal Navy. À la suite du naufrage de « La Jeune Fille d'Amsterdam », goélette sur laquelle elle naviguait en compagnie de son cousin Caïn, elle est capturée avec ce dernier par les pirates du Moine et mêlée aux débuts de la guerre de 14. Elle révèle un caractère très adulte pour son âge, en contrôlant la situation où elle est impliquée. Elle marque profondément Corto, qui la surnomme « bijou romantique ». Pandora se montre dans l'incapacité d’avoir une relation durable avec le beau marin, si bien que leur histoire semble être restée platonique (La Ballade de la mer salée) ; cependant il pensera toujours à elle au cours de ses aventures ultérieures. Ainsi, dans Les Celtiques : Burlesque entre Zuydcoote et Bray-Dunes, en 1918 quand il apprend qu’elle va se marier, il tombe dans une profonde mélancolie. Dans La Maison dorée de Samarkand, lorsque Marianne demande à Raspoutine si Corto a été amoureux, il lui répond : « Oui, une fois, d'une jeune femme misonéiste[a]. » Installée au Cap Cod, dans le Massachusetts (côte orientale des États-Unis),  elle écrit un journal. Le 28 janvier 1916, un an après avoir quitté l'île d'Escondida, elle souligne que Caïn se prépare à rejoindre le chaudron européen, la guerre. Cette spirale de sang lui évoque ces destins perdus, sur l'océan Pacifique qui ne méritait pas son nom, à ces marins japonais morts par sa faute (lorsqu'elle a crié à l'aide), au capitaine Slütter qu'elle aurait tant voulu sauver du peloton d'exécution, à Corto Maltese, lui qu'elle a voulu tuer. Le 7 avril 1917, toujours au Cap Cod, elle évoque l'entrée en guerre de son pays. Elle parle aussi d'un gentleman qu'elle vient de rencontrer à Boston (John Cassie), qui ressemble à Slütter. Lui aussi héritier d'une grande famille d'armateurs, il lui fait une cour assidue. Il ne lui déplait pas, mais elle est loin des tourbillons des îles. Elle juge qu'il n'a rien d'un officier de marine, encore moins d'un chercheur de trésor ou d'un pirate. Cependant, il possède un beau yacht blanc, modèle de tous les voiliers de l'America's Cup pendant près de dix ans, amarré à un quai du port, dont il se sert parfois pour naviguer au large de la Nouvelle-Angleterre. Si elle embarquait à bord, elle pourrait rompre l'ennui qu'elle ressent dans la grande maison de la famille Groovesnore. Elle rêve même de naufrages qui soient autres que ceux qui la guettent, entre Porto et Brandy. Dans sa chambre est accroché un fétiche de Nouvelle-Calédonie ; enfant, il la faisait rire, maintenant, il semble ricaner sur le temps passé. À Boston, le 12 novembre 1918, le lendemain de l'Armistice, elle apprend avec bonheur la nouvelle de la paix, ainsi que celle du retour de son cousin, après tant de mois passé dans un hôpital du nord de la France, comme il l'explique dans une lettre. Il n'était pas blessé, mais en proie à un terrible choc nerveux (voir Burlesque entre Zuydcoote et Bray-Dunes). Cependant, il rajoute avoir même retrouvé sur le front de Flandres son vieil ami Corto Maltese, au grand étonnement de sa cousine. En effet, elle imagine mal ce marin s'engageant dans la Royal Navy. Elle se connaissait une petite cicatrice au souvenir de ce nom, une cicatrice de jeune fille que la jeune femme qu'elle est devenue a fait rouvrir en blessure. Elle a également recopié une citation d'une amie de Chateaubriand (Claire de Duras), dénichée dans un livre de la bibliothèque de son mari : « Il oublie tout et surtout ceux qu'il aime. Il faut l'aimer quand même, mais ne jamais compter sur ce qui exige un sacrifice. Et voilà ce qui fait que toutes les personnes qui l'ont aimé ont été malheureuses, quoiqu'il ait de l'amitié et surtout beaucoup de bonté. »[3] En la relisant, elle pense à Corto, qui a quelque chose du vicomte, sauf peut-être la bonté[2].

- Soledad Lokäarth (Sous le signe du Capricorne, épisode : À cause d'une mouette, Corto toujours un peu plus loin, épisode : Vaudou pour Monsieur le Président, Mû) : héritière d'une famille au passé incertain, peut-être elle-même évangéliste, elle invoque les saints au détour de chaque phrase. Elle ne laisse pas Corto indifférent...

- Marina Seminova (Corto Maltese en Sibérie) : cette aristocrate russe parcourt la Sibérie dans des trains blindés pour sauvegarder le trésor impérial, que « Cortouchka » tente de voler. À leur première rencontre, elle fait tirer sur l'avion de Corto, à leur dernière, elle manque de le tuer mais Raspoutine l'abat. Elle meurt dans les bras du marin romantique : « Cortouchka, une cigarette… ».

- Changhaï Li (Corto Maltese en Sibérie) : jeune activiste de la société secrète des « Lanternes rouges ». Courageuse, aventureuse, c'est une redoutable tueuse qui se veut dénuée de compassion. Avec Corto et Raspoutine, elle tentera de subtiliser le trésor impérial de Russie, gardé dans un train blindé parcourant la Sibérie depuis la Révolution d'octobre. Elle trahit plusieurs fois les deux forbans pour s'emparer de tout le trésor au nom des Lanternes rouges et fait tirer sur le train que Corto et Raspoutine tentent d'attaquer. Blessé, Corto partira cependant à sa recherche après sa convalescence. Les retrouvailles sont pleines d'émotion mais Shanghai Li s'est entre-temps mariée.

- Wee Lee Song : fille d'un milliardaire de Shanghai, c’est un personnage invisible et pourtant fondamental à cause des séquelles qu’elle semble avoir laissées dans le cœur de Corto Maltese. « Elle » n'est nominalement mentionnée que dans Corto Maltese en Sibérie, où sa présence à Hong Kong est sensible voire pesante. « Elle » est celle qui pourrait peut être, expliquer le trou de 9 ans dans la biographie de Corto, entre La Jeunesse et La Ballade de la mer salée[b].

- Mou Lou Sung (La Jeunesse de Corto Maltese) : tante de Wee Lee Song, gérante d'une fumerie d'opium de Moukden (Chine), que Corto fréquentait dans sa jeunesse. Tout comme il connaissait la pègre de la ville et adorait les arts martiaux (il suivait les leçons de son ami Tong, maître de kung-fu), les méandres de la philosophie et des croyances anciennes chinoises. Lorsqu'il la quitta, il lui confia quelques documents réalisés par ses amis photographes présents sur le front russo-japonais. Il détruisit toutes les photos relatifs au conflit et lui remit les autres, dont une où elle joue à la séductrice alanguie. Depuis, elle ne l'a jamais revu, mais il lui est arrivé de lointains échos de sa vie et de ses séjours à Hong Kong, dans le Pacifique et en Asie centrale. Dans une lettre adressée à Corto, elle lui rappelle qu'il connaît les méridiens, les trigrammes... Elle y souligne qu'elle doit encore lui parler du Sou Nü Jing (en), le livre de la "fille blanche", celui qui enseigne les secrets des relations entre l'homme et la femme, celui que l'on offre à la jeune épousée, pour que le Yin et le Yang du couple qui se crée soient en conformité avec les lois de l'univers. Elle lui donne ensuite plusieurs conseils sur le taoïsme issus de ce livre. Bien qu'étant une représentante d'une Chine nouvelle, ouverte sur le monde, mariant capitaux et machines modernes, elle est aussi l'héritière d'une sagesse, d'une noble et grande vision du monde. Enfin, elle conclut que s'il n'y prend garde, sa nièce lui laissera des nostalgies bien plus amères que le fruit de ses divagations sur l'Empire du Milieu[2].

- Venexiana Stevenson (Corto toujours un peu plus loin : La Conga des bananes, Les Celtiques : L'Ange à la fenêtre d'Orient, La Maison dorée de Samarkand) : aventurière cupide, opportuniste, décidée, sans pitié et ayant le meurtre presque aussi facile que Raspoutine, elle porte le nom d'un des écrivains préférés de Pratt, Robert-Louis Stevenson[4]. Elle croise Corto à de multiples reprises, qu'elle rencontre dans La Conga des bananes, où elle le sauve en tuant un homme qui le menaçait de son arme. Elle parait l'apprécier dans une certaine mesure, même si leur alliance semble plutôt dictée par l'instinct de survie et qu'elle tentera plusieurs fois de le tuer. Ses relations avec Corto sont ambiguës, et Raspoutine, à la fin de La Maison dorée de Samarkand, soupçonne Corto, qui le nie, d'être à l'origine de la grossesse de l'aventurière. Elle-même admet que, malgré son adresse au meurtre, elle n'a jamais réussi à tirer correctement sur ce «séduisant vagabond», sa main tremblant à l'ultime moment de l'envoyer dans un autre monde[2]. Dans La Conga des bananes, elle déclare même «Il y a quelque chose en toi d'attrayant. Je ne peux pas me permettre le luxe de tomber amoureuse d'un vagabond comme toi, Corto Maltese ! ». Elle s'intéresse aussi à la musique : dans L'Ange à la fenêtre d'Orient, elle joue à la harpe un air de Benedetto Marcello, compositeur italien de la période baroque. Un des rares textes connus mentionnant son nom date du congrès international de criminologie de Lausanne (Suisse) de 1927, où le professeur Alphonse Lucas tint un discours remarqué sur les femmes criminelles. La plupart de ses conclusions furent publiées dans un article de février 1928 de la revue Crime, Criminology and Public Policy, éditée par la New York University Press. Il la cite comme exemple de cas exceptionnel, dont il a patiemment analysé la longue série de ses méfaits, se basant sur de nombreux témoignages. Et il n'a pu l'apercevoir qu'en silhouette sur de mauvaises photos. Il explique qu'elle était particulièrement remarquable dans sa précocité et son ardeur dans la débauche. Régulièrement, à ces penchants s'associent un goût pour le sang et le meurtre. Il a découvert une accumulation d'actes féroces, d'actes de fauves qui inclinent au meurtre parfois sans préméditation, uniquement motivé par l'espoir du gain stimulé par la nécessité ou le plaisir de tuer. Il semble qu'elle réalisa plusieurs commandes à la manufacture d'armes et cycles de Saint-Étienne (France), qui assurait le meilleur service à l'exportation. Le dossier consacré à l'aventurière contient d'ailleurs plusieurs publicités pour des armes à feu, notamment des pistolets à répétition automatique Parabellum et Mauser. Venexiana Stevenson est responsable de plusieurs meurtres en Amérique du Sud avant la Première Guerre mondiale, d'actes d’espionnage avec assassinats et tentatives d'assassinat à Venise en 1917 (L'Ange à la fenêtre d'Orient), ainsi que de trafics et violences diverses en Asie mineure en 1922 (La Maison dorée de Samarkand). Cependant, elle a toujours réussi à échapper à la justice avec une habileté diabolique, bénéficiant de complicités qui en disent long sur les ramifications de certaines associations de malfaiteurs. La naissance de son enfant, de père inconnu, n'a pas mis un terme à sa vie dévoyée. Grâce à sa maîtrise de cinq à six langues étrangères et ses diverses identités, elle change de nationalité régulièrement. Bien qu'ayant été arrêtée cinq fois, à Londres, Amsterdam, Rome, Chicago et Mexico, elle fut toujours relâchée, faute de preuves. Tour à tour traficante d'or, voleuse de bijoux, détourneuse de fonds, capteuse d'héritage ou attaqueuse à main armée, elle est toujours passée entre les mailles du filet de Thémis[2].

- Marianne (La Maison dorée de Samarkand) : Éveline de Sabrevoie de son vrai nom, elle est aussi connue sous les noms de Marianne de Cappadoce et Piera Ravigoto de Maerne[c]. Cette artiste lyrique était membre pendant la Première Guerre mondiale d'une troupe de comédiens qui donnait des spectacles aux soldats sur le front turc. Après la fin du conflit, elle continua à se produire dans la région avec un autre membre, elle jouant le rôle de Marianne et lui de John Bull. À la suite d'une attaque par des déserteurs kurdes en 1921, ce dernier décéda d'une syncope causée par l'émotion. Quant à Marianne, elle décida d'accompagner Corto, qui la tira de cette situation et dont elle tombe follement amoureuse, jusqu'en Asie centrale, en 1922. Là, elle ramena en Europe Venexiana Stevenson, trop fatiguée pour continuer à cause de sa grossesse. Le 6 juin 1923, elle est internée au sanatorium du docteur Von Stein, près de Neuchâtel (Suisse). Sur place, cette hystérique déclarée comme incurable, qui se faisait toujours appeler Marianne, est soignée par le psychiatre Stanislas Perez-Wilson. Par la suite, elle donna des signes évidents de guérison, ce qui encouragea le docteur à la rendre à la vie des gens dits "normaux", tout en la faisant surveiller par ses relations. Elle vécut ensuite à Berlin, jouant dans les revues de Rudi Nelson, dans des rôles mineurs au Theater des Westens et à Admiralspalast. En 1928, le médecin la revit jouer dans L'Opéra de quat'sous, de Bertolt Brecht et Kurt Weill créé au Theater am Schiffbauerdamm, où elle connut un succès. Il est ensuite possible qu'elle soit passé par Moscou, puis Paris. On la remarque dans des films de Maurice Tourneur, de Jean Grémillon et de Jean Renoir[2].

- Sevan Vartkès (La Maison dorée de Samarkand) : Arménienne dont les parents furent massacrés dans les années 1920 par une bande turque, dont elle fut l'otage, alors qu'elle avait 11 ans. Elle fut ensuite délivrée par Corto, qu'elle suivit dans sa chasse au trésor jusqu'à l'Hindou Kouch. Ensuite, ils traversèrent l'actuel Pakistan et embarquèrent à Bombay (Inde), afin de rejoindre Venise via le canal de Suez. Arrivée sur place à l'automne 1922, elle vécut au milieu de l'importante communauté arménienne de cette ville. Elle n'est jamais sortie de la Sérénissime par la suite, comme si la lagune avait le pouvoir de dissoudre les cauchemars de son adolescence. Elle fut ainsi témoin de nombreux massacres perpétrés en Azerbaïdjan iranien (dont une partie appartenait jadis au royaume historique de l'Arménie). Ces événements, elle les rapportera ensuite à des journalistes italiens. Son témoignage, étayés par d'autres, participe à faire prendre conscience des drames vécus par les Arméniens lors des dernières années de l'Empire ottoman. La jeune fille bénéficia au cours de sa vie d'une aide pour suivre ses études et trouva un emploi chez un imprimeur, ami de Corto. En 1930, elle se maria avec un autre réfugié d'Asie Mineure. Ensemble, ils ouvrirent une boutique de photos place Saint-Marc, près du Campanile. Leur union fut célébrée à l'église de San Lazzaro. Certains témoins disent que le Maltais était alors présent, tandis que tout semble démontrer qu'il se trouvait à cette époque en Amérique du Sud[2].

- Aïda (Équatoria) : reporter pour le National Geographic, semble une intime de Corto à Venise, quand débute l'intrigue d'Équatoria. Elle l'accompagne à Alexandrie à bord d'un paquebot, puis jusqu'à Zanzibar sur un voilier.

- Ferida Schnitzer (Équatoria) fait route commune avec Corto à travers l'Afrique. Lui est à la recherche du légendaire « miroir du Prêtre Jean » tandis que la jeune métis cherche à rapatrier en Allemagne la dépouille de son père Emin Pacha, né en Silésie sous le nom d'Eduard Schnitzler et gouverneur des possessions ottomanes d'Équatoria, en Afrique.

- Une Africaine (Équatoria) : — probable esclave évadée peu après sa capture — que Corto recueille en pleine Mer Rouge et reconduit dans son pays d'origine, près du Lac Victoria. Surnommée Afra par l'aventurier, elle lui manifeste sa reconnaissance et ne prononce qu'un mot : « Kioné », « celle qui rentre chez elle ».

- Freya, militante écologiste dans Océan noir, le seul personnage de la série qui a explicitement une aventure avec Corto.

- Raua, une indienne du Pérou (Océan noir)

### Des hommes
La seule cause à laquelle il reste fidèle est l'amitié mais rares sont ceux qui peuvent prétendre compter pour lui.
- Tristan Bantam (Sous le signe du Capricorne, Mû) : Jeune héritier anglais, fils de Ronald Bantam, un homme obsédé par la recherche de la terre de Mû. À son décès Tristan poursuit cette recherche en sollicitant l’aide de Corto Maltese. Avec sa demi-sœur Morgana, il se trouvera pris dans des machinations et soumis à des forces qui le dépassent dans une histoire de corruption mêlée de magie noire dont il sortira sain et sauf avec l'aide de Corto et de quelques esprits bénéfiques.

- Lévi Colombia (Corto toujours un peu plus loin, Mû, Nocturnes berlinois) : Antiquaire et propriétaire d'un musée à Maracaibo au Venezuela. Il est entouré de nombreux et inquiétants objets rapportés de ses nombreux voyages. Obsédé par l'Eldorado, il vit dans l'espoir de trouver la ville mythique de Mú, idée qu’il caressait déjà pendant ses études à Paris en compagnie de son ami Jeremiah Steiner. Rêvant d'aventure sans oser la vivre, « les rêves ils sont d'or, la réalité… de plomb. », il use de sa fortune pour payer des aventuriers qui, comme Corto, sont disposés à concrétiser ses rêves dans les endroits les plus inhospitaliers.

- Cranio (La Ballade de la mer salée, Le Jour de Tarowean) : Mélanésien des îles Fidji qui a travaillé avec les blancs et qui collabore avec eux maintenant. Il travaille pour le compte du « Moine » pour surveiller l’imprévisible Raspoutine. Cependant, il aspire à obtenir l'indépendance de son peuple et former une grande nation mélanésienne et polynésienne. Il risque sa vie plus d’une fois pour sauver Pandora, Caín et Corto. Malgré sa faculté de discernement, il ne sera pas capable de reconnaître le réel danger que représente Raspoutine.

- Cush (Les Éthiopiques) : Guerrier de la tribu des Beni Amer, né en Érythrée, il a parcouru toute l'Afrique orientale et même traversé la mer Rouge. C'est un farouche guerrier dont le but dans la vie est de débarrasser son pays du joug des européens. C'est également un musulman profondément croyant, qui cite souvent des sourates du Coran. Son nom pourrait venir du livre de la Genèse en référence aux Coushides, descendance de Koush, fils de Ham maudit par Noé, et vouée à jamais à l'esclavage. La posture paradoxale de Cush fait de lui un homme libre qui secoue les chaînes invisibles qui lient encore son peuple. On le retrouve également dans Les Scorpions du désert où il évoque la fin possible de Corto ("il paraît qu'il a disparu pendant la guerre d'Espagne." Episode 2 : J'ai deux amours).

- Caïn Groovesnore (La Ballade de la mer salée, Les Celtiques) : fils de Rinald Groovesnore. Cousin de Pandora Groovesnore avec qui il voyageait sur « La jeune fille d'Amsterdam ». Cette mésaventure où il essaye par tous les moyens d'échapper à ses ravisseurs, mûrit cet adolescent et lui fait découvrir les valeurs de l'amitié (La Ballade de la mer salée). Plus tard, en 1918, il se portera volontaire pour combattre dans la RAF (Les Celtiques).

- Le « Moine » (La Ballade de la mer salée, Le Jour de Tarowean) : Mystérieux personnage au visage dissimulé sous le capuchon de sa robe de bure. Pasteur protestant défroqué pour trafic d'esclave, on lui prête plus de cent ans d’existence. Depuis son repaire de l'île Escondida, il dirige sa flotte pirate. L'arrivée de Pandora et de Caïn ravive dans sa mémoire le souvenir d'un drame personnel. Son comportement étrange révèle un esprit torturé.

- Raspoutine (La jeunesse, La Ballade de la mer salée, Sous le signe du Capricorne, Corto Maltese en Sibérie, La Maison dorée de Samarkand, Sous le soleil de minuit, Le Jour de Tarowean, Océan noir, La Ligne de vie) : malgré sa ressemblance physique avec le personnage historique du même nom, il s'agit bien d'une personne distincte.

- Shamael : Sorcier abyssin, capable de voir et entendre les morts. Surnommé « l’Ange de la Mort », il a causé la mort de Teodoro, le roi fou d'Éthiopie. Ce personnage est également présent dans d'autres aventures écrites par Hugo Pratt (Les Éthiopiques) et dans La Maison dorée de Samarkand sous le nom de « Sheitan ».

- Christian Slütter (La Ballade de la mer salée) : Officier de la marine impériale allemande. Il a une haute idée du devoir envers son pays. Il est entraîné malgré lui dans le monde de la piraterie. Par ordre de ses supérieurs il prend le commandement du sous-marin mis à la disposition du « Moine ». Par rédemption il détruira le navire britannique Victoria, ce qui lui vaudra d’être exécuté par les Anglais le 19 janvier 1915 sous les accusations de félonie, piraterie, homicide, sabotage et espionnage. Il restera fier et digne jusqu’à la fin alors qu’il aurait pu faire du chantage à l’encontre du Vice-amiral de la Royal Navy, Reynald Groovesnore.

- Jeremiah Steiner (Sous le signe du Capricorne, Corto toujours un peu plus loin, Les Helvétiques, Mû, Nocturnes berlinois) : Ancien professeur de l'université de Prague – il a appartenu à une minorité choisie de la meilleure société internationale – particulièrement versé en histoire et dans tout ce qui touche l'occulte, l'hermétisme et l'ésotérisme. Lors de ses recherches sur l'Eldorado, Corto le rencontre en Amérique du Sud, s’adonnant à la boisson. Prisonnier de l'alcool, il ne boit pas pour oublier mais pour être accompagné. Rencontrer un aventurier comme Corto Maltese, lui fait oublier par moments l'alcool et vivre ce qu'il avait seulement lu dans les livres. Après son long séjour en Amérique du Sud, il retournera en Europe. On le retrouve à Sion en Valais, pour un congrès d'alchimistes et fera se rencontrer Hermann Hesse et Corto. Dans Nocturnes berlinois, il fait croire à son assassinat à Berlin en 1924. L'année suivante, il accompagne Corto aux Antilles à la recherche de Mu. Ce personnage est inspiré d’un ami de Pratt appelé Enrique Lipszyc mais ne peut que faire penser à Rudolf Steiner.

- Tarao (La Ballade de la mer salée) : Maori de Nouvelle-Zélande. Nous le découvrons après le naufrage du catamaran du capitaine Raspoutine, s’exprimant dans un anglais parfait appris à l'école. Il était embarqué dans un navire néerlandais abordé par Raspoutine. Il sait très bien se sortir de situations difficiles et s’avère être un marin expérimenté. Une longue amitié avec Corto Maltese, le liera jusqu’à sa mort.

- Jack London (La Jeunesse de Corto Maltese, Sous le soleil de minuit) : Journaliste pendant la guerre russo-japonaise qui commence le 9 février 1904. Quelques mois plus tard, les jeunes Corto Maltese et Jack London se rencontrent. Jack London permettra également à Corto Maltese de rencontrer pour la première fois, au beau milieu de cette guerre, Raspoutine. Plus tard, il entraînera Corto dans une nouvelle aventure en Alaska.

- Pinti Larregui (La Ligne de vie, Tango)[5]

### Personnalités historiques
- Le chef cangaceiro Corisco (es) (Sous le signe du Capricorne : Samba avec Tir Fixe)
- Hasso von Manteuffel, officier allemand (Sous le signe du Capricorne : L’Aigle du Brésil)
- Manfred von Richthofen Le Baron Rouge (avion abattu dans Les Celtiques : Côtes de Nuits et roses de Picardie)
- Mohammed Abdullah Hassan, Mad Mullah (Les Éthiopiques : Au nom d'Allah le miséricordieux)
- Le baron Roman von Ungern-Sternberg (Corto Maltese en Sibérie)
- L’ataman Grigori Semenov (Corto Maltese en Sibérie)
- Le révolutionnaire Soukhé Bator (Corto Maltese en Sibérie)
- Le poète Gabriele D'Annunzio en 1921 (Fable de Venise)
- L’écrivain Frederick Rolfe dit le baron Corvo, rencontré avant sa mort (1913) chez Lady Layard (révélé dans Fable de Venise)
- Le poète Lord Byron (évoqué dans La Maison Dorée de Samarkand)
- Le poète Edward John Trelawny (évoqué dans La Maison Dorée de Samarkand)
- Le journaliste John Reed (évoqué dans La Maison Dorée de Samarkand)
- Ismail Enver, ou Enver Pacha, chef des Jeunes-Turcs et leader du mouvement panturquiste après 1920 (La Maison Dorée de Samarkand)
- Le futur Joseph Staline, à Ancône en 1907 (conversation au téléphone avec Corto dans La Maison dorée de Samarkand)
- L’écrivain Jack London, en 1904 (rencontré dans La jeunesse, présent par courrier interposé dans Sous le soleil de minuit)
- Le gangster Leroy Parker, alias Butch Cassidy (révélé dans Tango)
- Le gangster Harry Longbaugh, alias Sundance Kid, et sa maîtresse Etta Place, en 1906 (révélé dans Tango)
- L'écrivain Hermann Hesse (Les Helvétiques)
- Le futur cinéaste Ernest B. Schoedsack à Smyrne en 1922 (révélé dans Les Helvétiques)
- La peintre Tamara de Lempicka (Les Helvétiques)
- Jenny Prentiss (1832-1922), mère adoptive de Jack London, et son mari Alonzo (Sous le soleil de minuit)
- Le boxeur australien Frank « Paddy » Slavin (Sous le soleil de minuit)
- Waka Yamada, féministe japonaise et ancienne prostituée (Sous le soleil de minuit)
- Le capitaine Bernier, explorateur canadien (Sous le soleil de minuit)
- George Comer, capitaine baleinier américain (Sous le soleil de minuit)
- Matthew Henson, explorateur polaire américain (Sous le soleil de minuit)
- Joseph W. Boyle, aventurier et entrepreneur canadien (Sous le soleil de minuit)
- Le chimiste canadien spécialiste de l'exploitation des sables bitumineux Karl Adolf Clark, qui dans Sous le soleil de minuit s'avère être un espion allemand du nom d'Otto von Busch
- Le poète grec Constantin Cavafy, dans sa ville natale d'Alexandrie (Équatoria)
- L'homme d’État britannique Winston Churchill (Équatoria)
- L'aventurier et écrivain français Henry de Monfreid (Équatoria)
- Hamed el Marjebi dit Tippo Tip, marchand d'esclave de Zanzibar réputé mort en 1905 (Équatoria)
- Emin Pacha (alias Eduard Schnitzer), médecin, naturaliste, explorateur, et gouverneur de la province ottomane d'Équatoria sur le haut Nil (Équatoria)
- Richard Meinertzhagen, officier et ornithologue britannique (Équatoria)
- Le photographe australien John Watt Beattie, en Tasmanie (Le Jour de Tarowean)
- Charles Anthony Johnson Brooke, son fils Charles Vyner Brooke, rajahs blancs du Sarawak et l’épouse de ce dernier la ranee Sylvia Brett (Le Jour de Tarowean)
- Le secrétaire d'État américain Colin Powell (Océan noir)
- L'écrivain de langue allemande Joseph Roth (Nocturnes berlinois)
- Le président allemand de la République de Weimar, Friedrich Ebert (Nocturnes berlinois)
- L'actrice allemande Marlène Dietrich, alors à ses débuts (Nocturnes berlinois)
- Le boxeur allemand Max Schmeling (Nocturnes berlinois)
- L'écrivain occultiste autrichien Gustav Meyrink (Nocturnes berlinois)
- L'aviateur Charles Lindbergh, sa future femme Anne Morrow et le père de celle-ci l'ambassadeur américain Dwight Morrow (en) (La Ligne de vie)
- Les archéologues américains Sylvanus Morley et Edward Herbert Thompson (La Ligne de vie)
- Le prêtre-soldat mexicain José Reyes Vega (La Ligne de vie)
- le capitaine Degollado et le général Gorostieta, commandant les révoltés Cristeros (La Ligne de vie)

D’autres personnages font indirectement références à des personnes connues :
- L'explorateur Eliah Corbett (Percy Fawcett), dans Têtes de champignons magiques (Corto toujours un peu plus loin)
- Le Grec Onatis (Aristote Onassis), dans Sous le drapeau de l’argent (Les Celtiques)
- L’ambulancier Ernestway (Ernest Hemingway), idem
- Nahum Zangwill (de Israel Zangwill et Nahum Syrkin, chevilles ouvrières du Projet Ouganda) dans Équatoria.
- Jeremiah Steiner (Rudolf Steiner 1861-1925, philosophe et occultiste fondateur de l'anthroposophie) (Sous le signe du Capricorne, Corto toujours un peu plus loin, Les Helvétiques, Mû)